# 케이팝 데몬 헌터스
《케이팝 데몬 헌터스》(영어: KPop Demon Hunters)는 2025년 공개된 미국의 뮤지컬, 판타지, 코미디 애니메이션 영화이다. 소니 픽처스 애니메이션이 제작하고 넷플릭스가 배급한다. 매기 강과 크리스 아펠한스가 감독을 맡았으며, 매기 강이 구상한 이야기를 바탕으로 강, 아펠한스, 해나 맥메찬, 다냐 히메네스가 각본을 썼으며, 성우진은 아든 조, 안효섭, 메이 홍, 유지영, 김윤진, 대니얼 대 킴, 켄 정, 이병헌으로 구성되어 있다. K-pop 걸그룹 헌트릭스(HUNTR/X)가 악마 사냥꾼으로서 이중생활을 하며, 비밀리에 악령 라이벌 보이 그룹 사자 보이즈의 멤버들과 대결하는 이야기를 그린다.
케이팝 데몬 헌터스는 한국 문화에 영감을 받은 이야기를 만들고자 했던 강 감독의 바람에서 비롯되었으며, 신화, 악마학, K-pop 요소를 활용하여 시각적으로 독특하고 한국의 전통문화 요소가 담긴 영화를 제작했다. 2021년 3월 소니 픽처스 애니메이션에서 제작 중인 것으로 보도되었으며, 모든 크리에이티브 팀이 참여했다. 소니 픽처스 이미지워크스에서 애니메이션화되었으며, 콘서트 조명, 사진, 뮤직 비디오와 일본 애니메이션과 한국 드라마의 영향을 받았다. 사운드트랙에는 마르셀루 자르부스가 작곡했으며, 여러 아티스트가 주제곡에 참여했다.
케이팝 데몬 헌터스는 2025년 6월 20일 넷플릭스에서 공개되었으며, 매우 긍정적인 평가를 받았다.
같은 해 4월 30일에 개봉되었던 거룩한 밤 데몬 헌터스와는 비교가 되는 요소가 많이 있다. 거룩한 밤 데몬 헌터스는 헌터가 등장하고 악당을 물리치는 슈퍼히어로급 한국영화지만 해당 작품은 헌터가 등장하고 악당을 물리치는 것은 동일하지만 뮤지컬 영화이자 작중 한국어가 많이 나오는 미국 영화이다.

## 줄거리
오랫동안 악마들은 인간을 공격하고 그들의 영혼을 먹어치워 악마왕 귀마를 먹여 살렸다. 세 명의 여성이 악마 사냥꾼으로 나타나 악마들을 물리치고, 그들을 인간 세계에서 봉인하기 위한 혼문이라는 장벽을 만들었다. 이 유산은 노래를 통해 혼문을 유지하는 다음 세대로 전해졌다. 현재의 사냥꾼 세대는 K-pop 걸그룹 헌트릭스로, 루미, 미라, 조이로 구성되어 있으며, 루미를 키운 전직 악마 사냥꾼 셀린의 멘토링을 받고 있다. 악마들을 물리치고 월드 투어를 마친 헌트릭스는 새 싱글을 발표할 준비를 하지만, 루미는 목소리를 잃기 시작한다. 그녀가 부분적으로 악마라는 것이 밝혀진다. 과거에 셀린은 그녀에게 모든 악마를 물리치면 악마들을 영원히 봉인할 황금 혼문이 만들어지고, 그녀의 악마 표식도 제거될 수 있다고 말한다.
한편, 악마 세계에서는 귀마가 부하들의 실패에 분노한다. 진우라는 악마는 새로운 계획을 제안한다. 팬들로부터 비밀리에 에너지를 흡수하여 혼문을 약화시키는 K-pop 보이 그룹을 결성하는 것이다. 헌트릭스는 새로운 보이 밴드인 사자 보이즈를 만나게 된다. 거의 속을 뻔했지만, 그들은 뭔가 이상하다는 것을 감지한다. 그들은 사자 보이즈가 악마임을 확인하지만 싸움에서 그들을 막지 못한다. 진우는 루미의 혈통을 알게 되고 미라와 조이에게 비밀로 한다.
그는 루미와 개인적으로 만나, 악마들은 귀마가 속삭이는 목소리를 통해 수치심과 비참함에 의해 지배된다는 것을 밝힌다. 진우는 400년 전 귀마가 자신에게 가난한 가족을 돕는 아름다운 목소리를 주었던 이야기를 들려준다. 진우는 궁정 연예인이 되었지만 결국 악마 세계로 추방당하고, 가족이 모든 것을 잃은 것에 대한 죄책감에 시달린다.
아이돌 시상식이 다가오자, 헌트릭스는 사자 보이즈를 폭로하기 위한 새로운 노래를 만들려 서두르지만, 그들의 인기는 높아지고 팬들은 두 그룹을 엮기 시작한다. 미라는 루미가 자신들의 노래가 악마들에게 너무 증오심을 담고 있는지 의문을 제기하면서 점점 의심을 품는다. 두 세계 사이에서 갈등하는 루미는 악마들에게 공감하며, 진우에게 사자 보이즈가 자신들이 시상식에서 우승하고 혼문을 재편하는 데 도움을 주면 자유로워질 수 있다고 제안한다.
악마 무리가 지하철 차량의 모든 사람을 죽인 후, 미라는 노래를 다시 쓰는 대신 사람들을 구하는 데 집중해야 한다고 주장한다. 루미는 진우에게 자신의 출신에 대한 수치심 때문에 목소리가 손상되었지만, 그와 이야기하면서 치유되었다고 고백한다. 함께 노래한 후, 진우는 더 이상 귀마의 목소리를 듣지 못하고 아이돌 시상식에서 사자 보이즈를 방해하겠다고 맹세한다. 귀마는 그와 대면하여, 진우가 숨기고 있는 진실, 즉 명성을 얻자마자 가족을 버렸다는 사실과 그들의 계약을 상기시킨다. 귀마는 고통스러운 목소리를 되돌려주겠다고 위협한다.
아이돌 시상식에서 사자 보이즈는 불참하고, 헌트릭스는 악마 증오 대신 단결에 초점을 맞춘 "골든"을 공연한다. 그러나 미라와 조이로 위장한 가짜 악마들이 루미를 속여 "테이크다운"을 부르게 하여, 루미의 악마 표식이 모두에게 드러난다. 무대에서 도망쳐 진짜 미라와 조이를 만나고, 루미가 자신의 혈통과 진우와의 공모를 인정하자 배신감을 느낀다. 루미는 진우와 대면하고, 진우는 잔인하게 모든 것이 거짓이었다고 말한다. 루미는 여전히 부정하지만, 결국 그는 폭발하여 명성을 얻었을 때 가족을 버렸다고 인정하며 귀마가 말한 것을 확인시킨다.
귀마는 미라, 조이, 그리고 대중에게 최면을 걸어 사자 보이즈의 마지막 공연으로 유인한다. 이 공연은 혼문을 부수고 귀마를 해방시키기 위해 계획되었다. 셀린은 상황을 은폐하겠다고 제안하지만, 루미는 거절하고 자신의 악마적인 면모를 받아들인다. 셀린에게 왜 자신을 온전히 사랑하지 않았냐고 쏘아붙인 후 떠난다.
마지막 공연 중에 루미는 수치심, 두려움, 불안에 맞서는 새로운 노래로 끼어들고, 이는 미라와 조이에게 걸린 최면을 깨뜨린다. 두 사람은 루미와 합류하여 악마들을 물리치기 시작하고, 관객들을 해방시킨다. 귀마는 루미를 거의 죽일 뻔하지만, 진우가 자신을 희생하여 그녀를 구하고 복구된 영혼을 그녀에게 주어, 루미, 미라, 조이가 귀마와 나머지 사자 보이즈를 물리치고 악마들을 봉인하며 혼문을 복원할 힘을 얻는다.
루미는 마침내 소녀들과 함께 편안히 지내며, 더 이상 자신의 혈통을 부끄러워하지 않는다. 나중에 헌트릭스는 대중 속에서 팬들과 만난다.

## 등장인물/성우
- 아든 조 - 루미: 헌트릭스의 리더로, 사망한 악마 사냥꾼 어머니 류미영과 악마 아버지 사이에서 태어났다.
  - EJAE가 루미의 노래를 담당한다.
  - 루미 오크는 어린 루미와 어린 팬을 연기했다.
- 안효섭 - 진우: 사자 보이즈의 리더. 과거의 그림자에 시달리는 악마이다.
  - 앤드류 최가 진우의 노래 목소리를 담당한다.
- 메이 홍 - 미라: 가족이나 친구에게 합당하지 않다고 깊이 믿고 있다.
  - 오드리 누나가 미라의 노래 목소리를 담당한다.
- 유지영 - 조이: 캘리포니아주 버뱅크 출신의 한국계 미국인 작곡가이자 래퍼로, 친구들과의 관계에서 불안감에 시달린다.
  - 레이 아미가 조이의 노래 목소리를 담당한다.
- 김윤진 - 셀린: 루미의 양어머니이자 루미의 어머니와 함께 싸웠던 전직 악마 사냥꾼이다. 흑백 논리로 악마들을 물리치는 데 집착하며, 회색 지대를 받아들이지 않는다.
  - 레아 살롱가가 셀린의 노래 목소리를 담당한다.
- 조엘 킴 부스터 - 로맨스 사자, 버라이어티 쇼 진행자 1, 아이돌 진행자
  - 샘유일 리가 로맨스 사자의 목소리를 담당한다.
- 앨런 리 - 미스터리 사자
  - 케빈 우가 미스터리 사자의 목소리를 담당한다.
- 조성원 - 앱스 사자
  - 넥웨이브가 앱스 사자의 목소리를 담당한다.
- 대니 정 - 베이비 사자의 노래 목소리
- 라이자 코시 - 진행자
- 대니얼 대 킴 - 힐러 한
- 켄 정 - 바비: 헌트릭스의 매니저
- 이병헌 - 귀마: 악마왕. 매우 강력하며 약점과 불안감을 이용해 인간을 조종한다.

## 제작

### 기획
2021년 3월, 소니 픽처스 애니메이션에서 《K-Pop: Demon Hunter》 라는 제목의 영화가 제작 중이며, 매기 강과 크리스 아펠한스가 연출하고, 작가 듀오 해나 맥메찬과 다냐 히메네스가 각본을 쓰며, 애런 워너와 미셸 L.M. 웡이 프로듀서로 참여한다는 소식이 발표되었다. 밍주 헬렌 첸과 아미 톰슨도 각각 프로덕션 디자이너와 아트 디렉터로 발표되었다.
매기 강 감독은 한국 문화에 기반한 영화를 만들고 싶다고 밝혔으며, 주류 미디어와 다른 독특한 시각적 연출을 위해 신화와 악마학을 조사했다. 또한 자신의 "K-Pop에 대한 러브레터"이자 "한국적 뿌리"라고 불렀다. 캐릭터 디자인에 대해 강 감독은 "섹시하고 멋지고 터프하기만 한 마블 여성 슈퍼히어로"와 차별화하여 "배가 나오고 트림을 하며 무례하고 어리석고 재미있는 소녀들"을 만들고 싶었다고 강조하며 "이러한 모든 요소를 아우르는 것"을 만들었다고 밝혔다. 또한 봉준호 감독이 자신의 영화에서 다양한 분위기를 혼합하는 방식에 영향을 받았다고 밝혔다. 2021년 위시 드래곤을 연출한 아펠한스 감독은 매기 강 감독으로부터 영화에 대한 초기 아이디어를 듣고 나중에 합류했으며, "음악의 힘, 즉 단결하고, 즐거움을 주고, 공동체를 건설하는 힘에 대한 영화를 항상 만들고 싶었다"고 말했다.

### 캐스팅
2025년 4월 유지영이 캐스팅되었다고 보도되었다. 나머지 출연진은 같은 달 말에 발표되었다.

### 애니메이션
소니 픽처스 이미지워크스에서 조시 베버리지를 캐릭터 애니메이션 책임자로 하여 애니메이션화되었다. 아펠한스 감독은 "한국의 뮤직 비디오와 사진, 한국 드라마, 콘서트 조명, 약간의 애니메"에서 영감을 받았다고 밝혔다. 강 감독은 2D와 3D 스타일이 섞인 소니의 스파이더버스 영화를 본 후 영화의 모든 2D 요소를 제거하기로 결정하고 대신 일본 애니메이션 스타일의 영향을 받은 CG 애니메이션을 만들 목표를 세웠다고 말했다. 베버리지 또한 "2D 미학이지만 3차원적 화풍"에서 영감을 받았으며, 영화가 "매우 대담하고 그래픽적인 모습"을 갖기를 원했다고 언급했다.

## 음악
사운드트랙은 대니 정, IDO, 빈스, KUSH, EJAE, 제나 앤드류스, 스티븐 커크, 린드그렌, 마크 존엔블릭, 다니엘 로하스가 작곡했으며, 테디 박, 24, IDO, DOMINSUK, 앤드류스, 커크, 린드그렌, 이안 아이젠드라스가 프로듀싱했다. 마르셀루 자르부스가 악보를 작곡했다. 사운드트랙에는 오드리 누나, 레이 아미, 앤드류 최, 케빈 우, 샘유일 리, 넥웨이브, 레아 살롱가의 목소리도 포함되어 있다. 사운드트랙은 2025년 6월 20일에 발매되었으며, 리드 싱글 "Takedown"은 트와이스의 정연, 지효, 채영이 불렀다.

## 개봉
처음 발표된 2021년 3월에는 개봉 일정이 정해지지 않았다. 같은 달 말, 극장 개봉으로 등록되었다. 2022년 4월, 넷플릭스가 이 영화에 대한 등록을 마쳤다는 보도가 있었다. 2023년 2월 비즈니스 인사이더와 소니 픽처스 CEO 토머스 로스먼의 인터뷰에서 스트리밍 서비스에 출시될 것이 확정되었다. 2024년 6월, 2025년에 개봉될 것이 발표되었다. 2025년 4월, 한 애니메이터가 이 영화가 6월에 개봉될 것이라고 밝혔고, 같은 달 말에는 2025년 6월 20일로 개봉일이 확정되었다.

## 평가
리뷰 애그리게이터 웹사이트 로튼 토마토에서 94% 17명의 평론가의 리뷰는 긍정적이다. 가중 평균을 사용하는 메타크리틱은 이 영화에 100점 중 75점을 부여했으며 이는 4명의 평론가를 기반으로 "대체로 호의적인" 평가를 받았다.
뉴욕 타임스의 브랜든 유는 "케이팝 데몬 헌터스"가 "매력적이고, 재미있고, 예술적으로 강력한 독창적인 세계"라고 평가하며, "K-pop부터 K-드라마, 대량 생산되는 노래 경연 대회까지 고도로 조작된 대중문화를 풍자할 때 가장 재미있다"고 평했다. TheWrap의 맷 골드버그는 "이 영화 전체를 관통하는 훌륭한 코미디적 요소가 K-pop과 K-드라마의 전형적인 요소를 비웃을 줄 알기 때문에 플롯이 지나치게 복잡하게 느껴지지 않는다"고 평했다. 유는 이 영화가 소니 픽처스 애니메이션의 "최근 히트작인 스파이더버스 프랜차이즈"와 "일종의 계보"를 공유하며, "유사한 시각적 스타일"을 공유하지만, "대부분은 영화적 측면에서 더 총체적이고 기술적인 감각을 빌려온다"고 언급하며, "유려한" 액션, "인상적인" 미술, 그리고 "역동적인 스토리텔링 도구" 역할을 하는 음악을 강조했다. Io9의 이사야 콜베르트도 유사하게 "소니 픽처스 애니메이션의 애니메이션 팀이 아낌없이 또 다른 시각적 즐거움을 제공하며 화려하고 생동감 있는 애니메이션을 선보였다"고 평하며, 스파이더버스 성공 이후의 성과를 언급했다. 그는 "대담하고 표현력 있는" 캐릭터 디자인을 강조하며, 헌트릭스가 아이돌 주인공에서 "도깨비 같은 경향을 가진 친근한 소녀들"로 변모하는 것을 가능하게 한다고 했다. IGN의 투상 에간은 이 영화가 "자신을 너무 진지하게 받아들이지 않고 심각한 주제를 다룰 줄 안다"며, "놀라운 제작 가치와 흥미진진한 액션 시퀀스와 함께 완전히 즐거운 경험을 선사한다"고 평했다. 골드버그는 매기 강과 크리스 아펠한스 감독이 "설정이 기이할 수 있음에도 불구하고, 판돈을 실제처럼 다루어야 한다는 것을 이해하고 있다"는 점을 칭찬했다. 콜라이더의 제프 이윙은 이 영화가 "아름답게 미친 판타지 전제"를 성공적으로 구현했으며, "악마, 음악, 사냥꾼을 둘러싼 흥미로운 전설을 가지고 있는데, 이는 새롭지만 풍부하게 느껴진다"고 평했다.
성우진에 대해 이윙은 헌트릭스 "공연자들은 분명히 다른 개성과 강력한 집단적 역동성을 가지고 있다"고 평하며, "메이 홍과 유지영이 각각 미라와 조이를 잘 표현했다"고 언급했다. 또한 "아든 조는 리드 루미 역으로 복잡하고 감성적인 목소리 연기를 선보였다"고 덧붙였다. 게다가 "안효섭은 영리하고 카리스마 있는 악마/보이 밴드 리더 진우 역으로 훌륭하다"고 평했다. 콜베르트 또한 "주연 배우들의 경이로운 목소리 연기"와 영화의 진정한 "음악성"을 칭찬하며, "노래들이 너무나 중독성이 강해 가장 내성적인 K-pop 비평가조차도 머리를 흔들고 후렴구를 흥얼거리게 될 것"이라고 언급했다. 그는 또한 이 영화가 "메이의 새빨간 비밀과, 놀랍게도 씨너스"와 유사하게 "음악을 안식처이자 감정 표현의 한 형태로 탐구한다"고 언급했지만, "마법소녀 애니메이션 미학"을 포용함으로써 돋보인다고 지적했다. 에간은 "화려한 안무와 애니메이션 스타일의 활력이 돋보이는 액션 시퀀스들은 인기 서양 아티스트와 K-pop 주역들이 작곡한 오리지널 곡들을 특징으로 하는 뮤지컬 넘버에 크게 의존한다"며, "시각적으로 화려한 액션 판타지로, 애니메이션 뮤지컬 팬들을 열렬한 신도로 만들 만한 진심 어린 흉성 발성 노래들이 특징이다"고 강조했다. 골드버그는 "중독성 있는" 노래들이 플롯의 긴장감을 "영화 내내 유지하는 데 도움이 된다"고 지적했다.
콜베르트의 주요 비판은 결말이 "너무 깔끔하게 마무리되어 설정이 약속했던 깊이의 일부를 잃는다"는 "지나치게 편리한" 해결책이었다. 이윙은 영화가 "다른 캐릭터들의 감정선을 구축하는 데 더 많은 시간을 할애했어야 했다"고 생각하며, "루미의 실제로 매우 중요한 배경에 대해서는 관객들이 다소 불이익을 받았다"고 강조했다. 유사하게, 골드버그는 간헐적인 분위기 "채찍질"을 지적하며, "영화가 감성적인 요소들을 버려야 하는 것은 아니지만, 그 방향으로 나아갈 것이었다면, 영화의 절정까지 주로 코믹 릴리프로 작용하는 조이와 미라에게 더 강력한 아크를 제공했어야 했다"고 설명했다.

## 속편
매기 강 감독은 스크린랜트와의 인터뷰에서 속편이나 스핀오프 작품을 만들 의향이 있으나 아직까지 확정된 것은 없다고 밝혔다.